# À minuit, le 7
Pour plus de détails, voir Fiche technique et Distribution.
À minuit, le 7 est un film français réalisé par Maurice de Canonge en 1936 et sorti dans les salles en 1937.

## Fiche technique
- Réalisation : Maurice de Canonge, assisté de Paul Malleville
- Scénario : Jean Bédoin, d'après le roman de Maurice Level
- Décors : Émile Duquesne
- Photographie : Raymond Clunie, Jean Lallier et Georges Million
- Musique : Jean Yatove
- Sociétés de production : Lutèce Film et Société des Films d'Aventure
- Pays :  France
- Format :  Noir et blanc - 1,37:1 - 35 mm - Son mono
- Genre : Film policier
- Durée : 98 minutes
- Date de sortie : 
  - France - 15 janvier 1937

## Distribution
- Paul Bernard - Désiré Coche
- Colette Broïdo - Annie
- Raymond Cordy - Robert Tirard
- Jeanne Fusier-Gir- Madame Pichecolle, la concierge
- Auguste Mourriès -  Le journaliste marseillais
- Henry Richard - Le président du tribunal
- Gabrielle Rosny - La femme de ménage
- Victor Vina - Le patron de l'hôtel
- André Berley -  Le rédacteur en chef
- Jean Brochard - L'inspecteur Belenfant
- Léon Bary - Le commissaire aux délégations
- Marthe Mussine - Madame Mérat
- Pierre Nay - Un journaliste
- Robert Ozanne  - Un journaliste
- Georges Paulais - L'avocat général
- Geno Ferny - La gardien de prison
- Jacques Grétillat - Le juge d'instruction
- Maurice Lagrenée 	- L'inspecteur Javel
- Robert Bossis - L'hôtelier
- Jean Coste - Un journaliste
- Paulette Dartois 	- La concierge du 22
- Annie Farrère - La journaliste
- Albert Gabard - Coureur cycliste
- Toto Gassin - Coureur cycliste
- Raymond Maurel - L'avocat
- Ginette Max - La téléphoniste
- Léo Renn 	- Madame Mouchet
- Henri Richard  - Le président du tribunal
- Jacques Sagir - Le gamin
- Odette Sylvain - La bonne

## Autour du film
Maurice de Canonge tourne une autre version du film en 1949 sous le titre Dernière Heure, édition spéciale. 